# 天安門上太陽升
《天安門上太陽升》（法語：  Le jour se lève sur la place Tienanmen) 是1998年由王水泊执导并由加拿大国家电影局发行的动画短片。这是一部关于王水泊生平、事业以及对中共最终幻灭的自传。本片获提名奥斯卡最佳纪录片短片奖，惟不敌《交友》。
这部电影亦获双子座奖最佳历史/传记纪录片节目、约克顿电影节金穗奖最佳纪录片短片奖和Hot Docs最佳短片奖等奖项。